# Сенгезе
Сенгезе (англ. sengese) - це метальний ніж народу Матакам північно-східної Нігерії або північного Камеруну

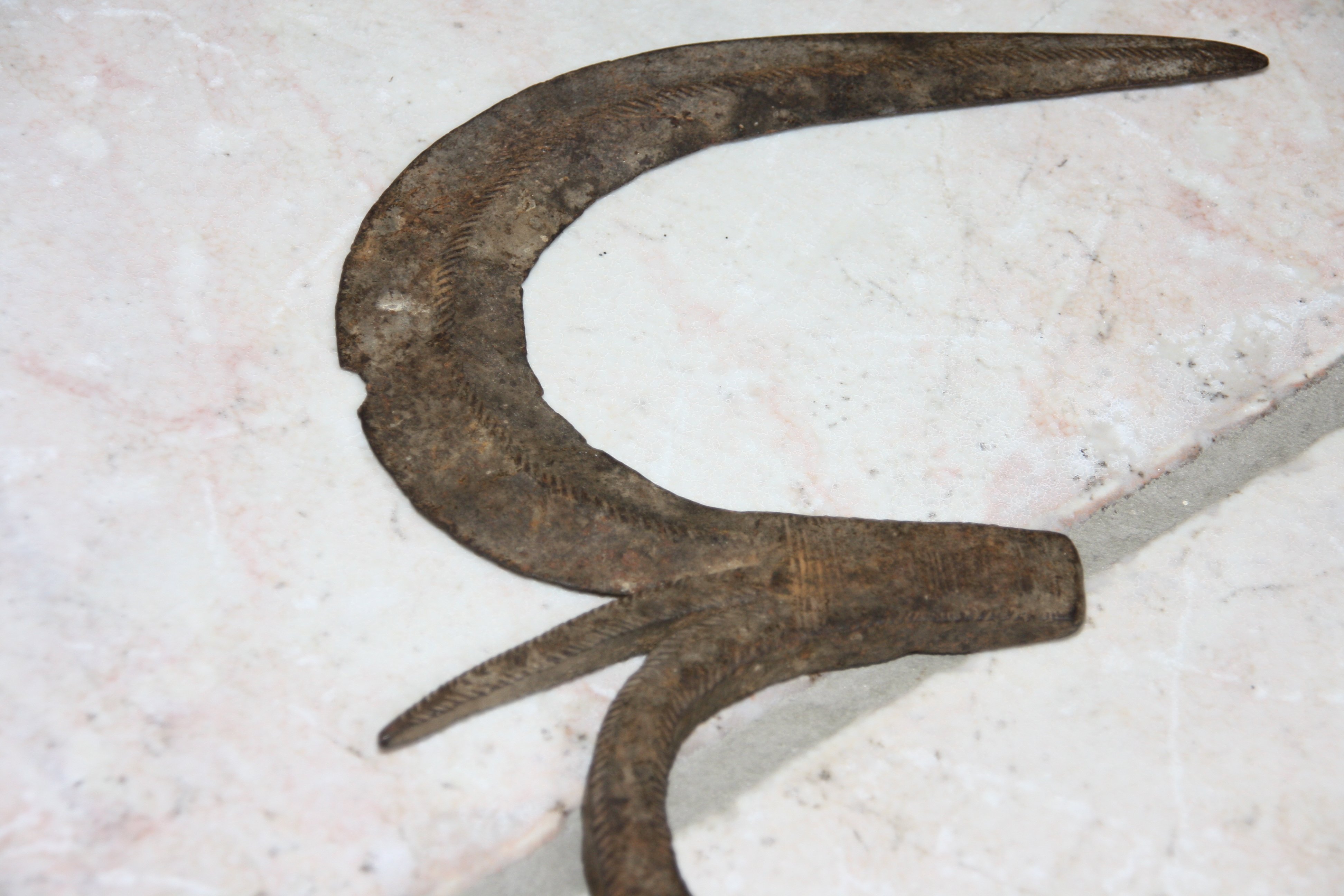

## Опис
Форма Сенгесе відрізняється від схожих в цьому регіоні метальних ножів, які зроблені у формі букви "F", а сенгесе має верхню половинку клинка у формі букви "З", з коротким загостреним кінцем в середині першого вигину. Рукоятка часто обтягнута шкірою, а зброя оснащена вушками для кріплення ланцюга або мотузки.  . Відноситься до категорії метальні ножі африканців (північна методологія). Також ця зброя могла використовуватися, як товарна валюта, бо незвичайна форма і дизайн робили його статус престижним (чоловіки носили цю зброю під час свят або під час прогулянок у громадських місцях), і відповідну цінність сенгесе мав у торгівлі
Використовувалася для ураження противника або тварин. Припускається, що макимальна ефективна дальність стрільби 50 ярдів. Зручне вухо, до якого кріпили мотузку, дозволяло декілька разів кидати сенгесе з одного місця без необхідності пересування, щоб забрати кинуту зброю. Його маса більша порівняно з подібними ножами цього регіону: що зменшувало дальність польоту під час кидку, але робило сенгесе ефективною зброєю в ближньому бою, але більше сенгесе мав символічне значення, ніж практичне. 

## Галерея

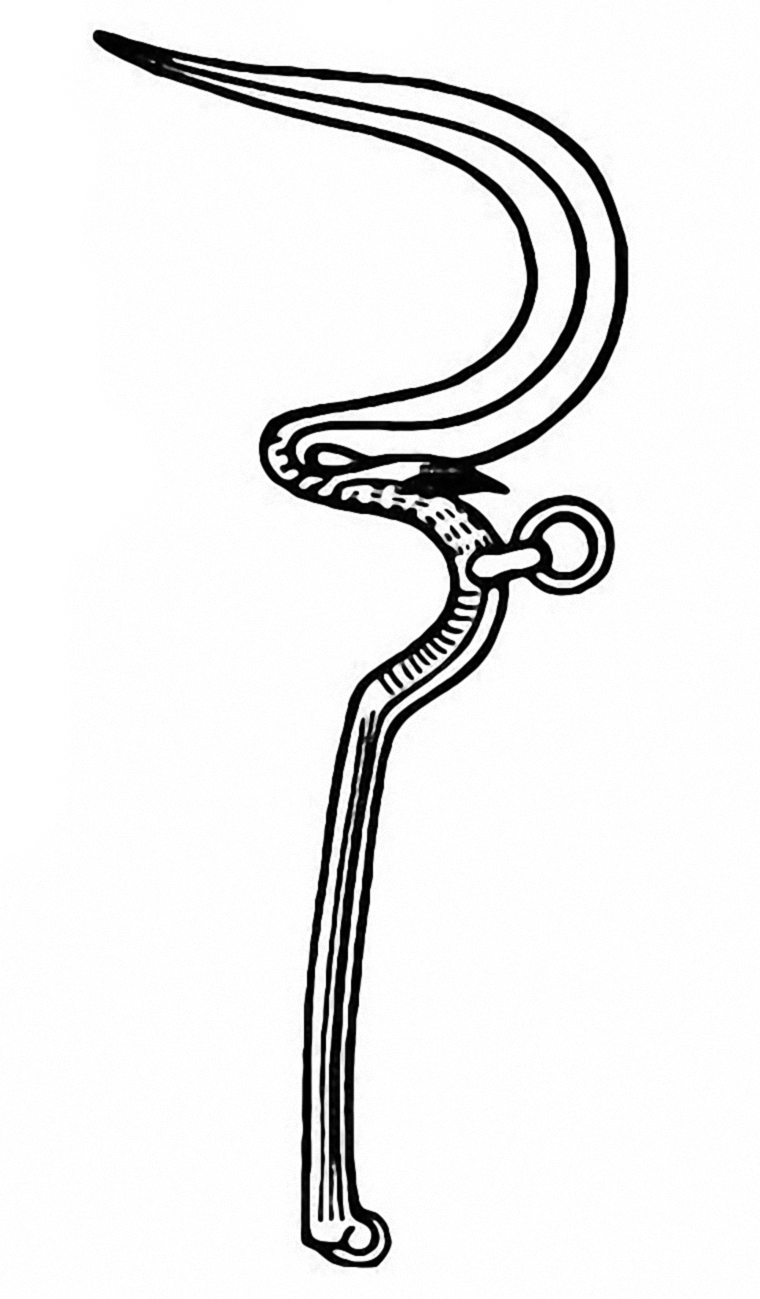
Форма букви "З" відрізняє сенгезе від інших метальних ножів цього регіону

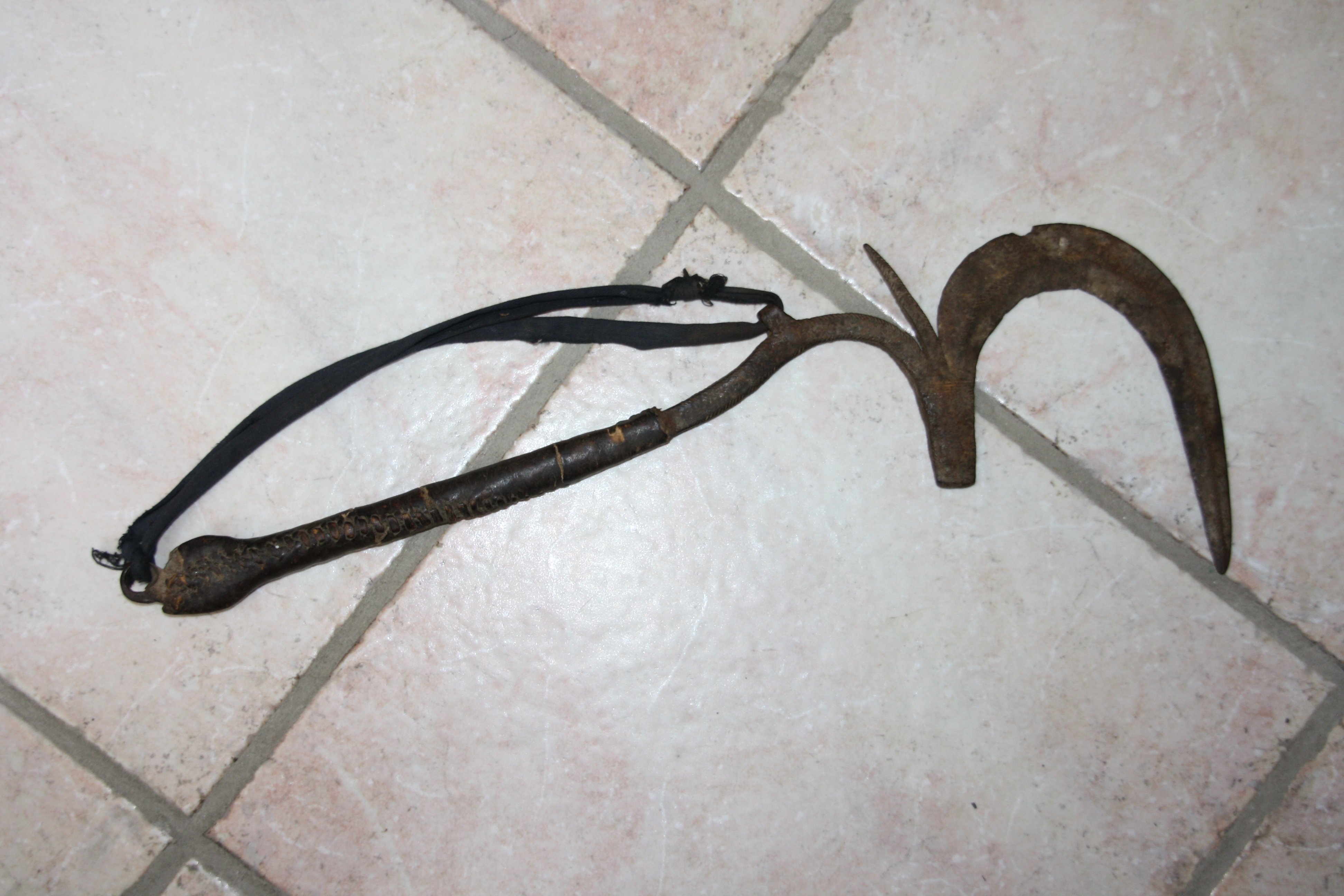